# ジュリオ・ロマーノ

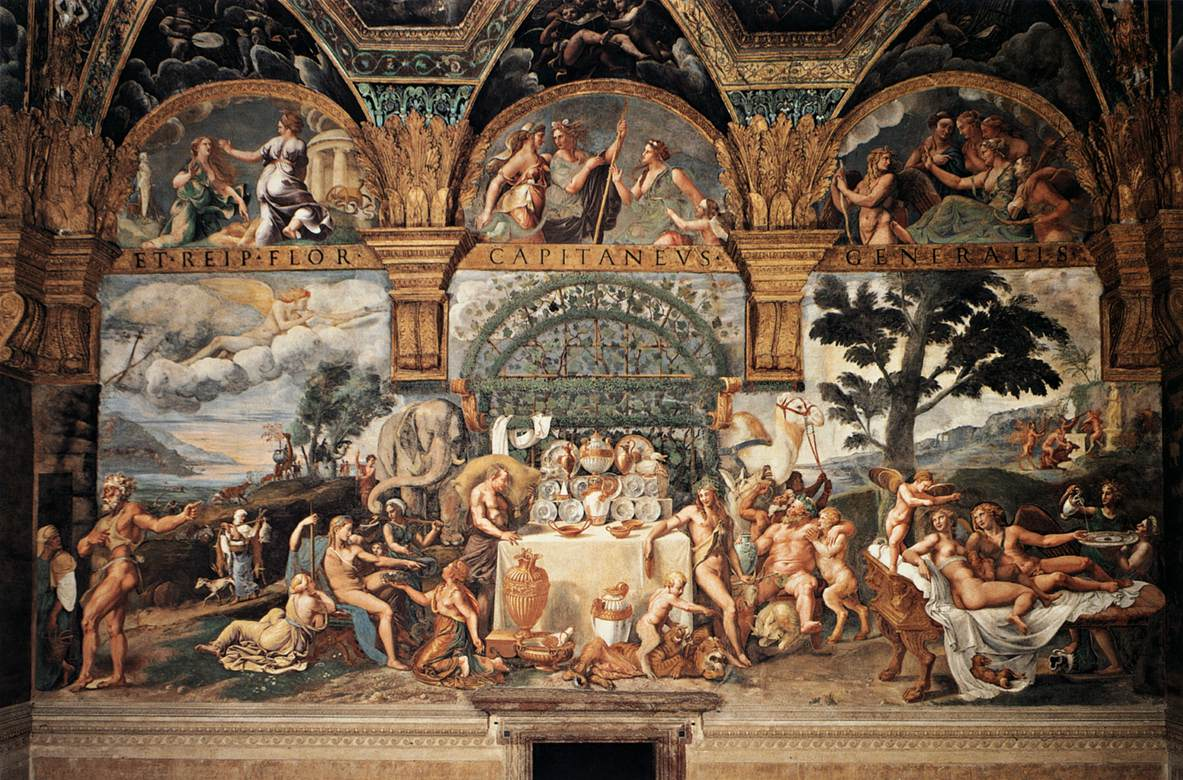
マントヴァのパラッツォ・デル・テに描かれたフレスコ画、『クピドとプシューケーの結婚披露宴』

ジュリオ・ロマーノ（Giulio Romano, 1499年？ - 1546年11月1日）はルネサンス中期の建築家・画家。幻想的、官能的なマニエリスム芸術を展開した。

## 経歴

ジュリオ・ロマーノ《聖母子》1520-1522年、ウフィッツィ美術館

ジュリオ・ロマーノ《聖母子》1523年頃

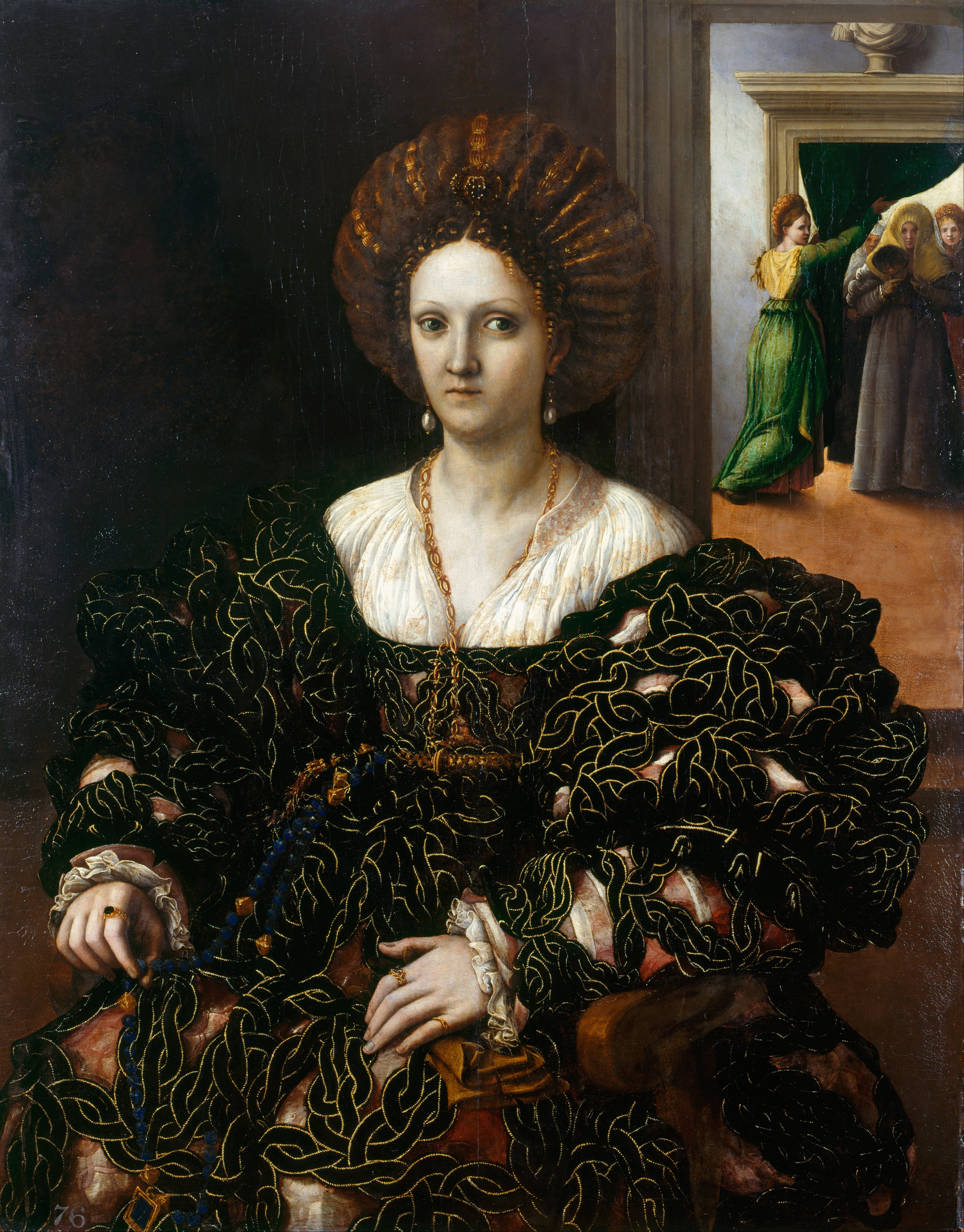
ジュリオ・ロマーノ《マルゲリータ・パレオロゴ・ゴンザーガの肖像》板に油彩、ロンドン、ハンプトン・コート

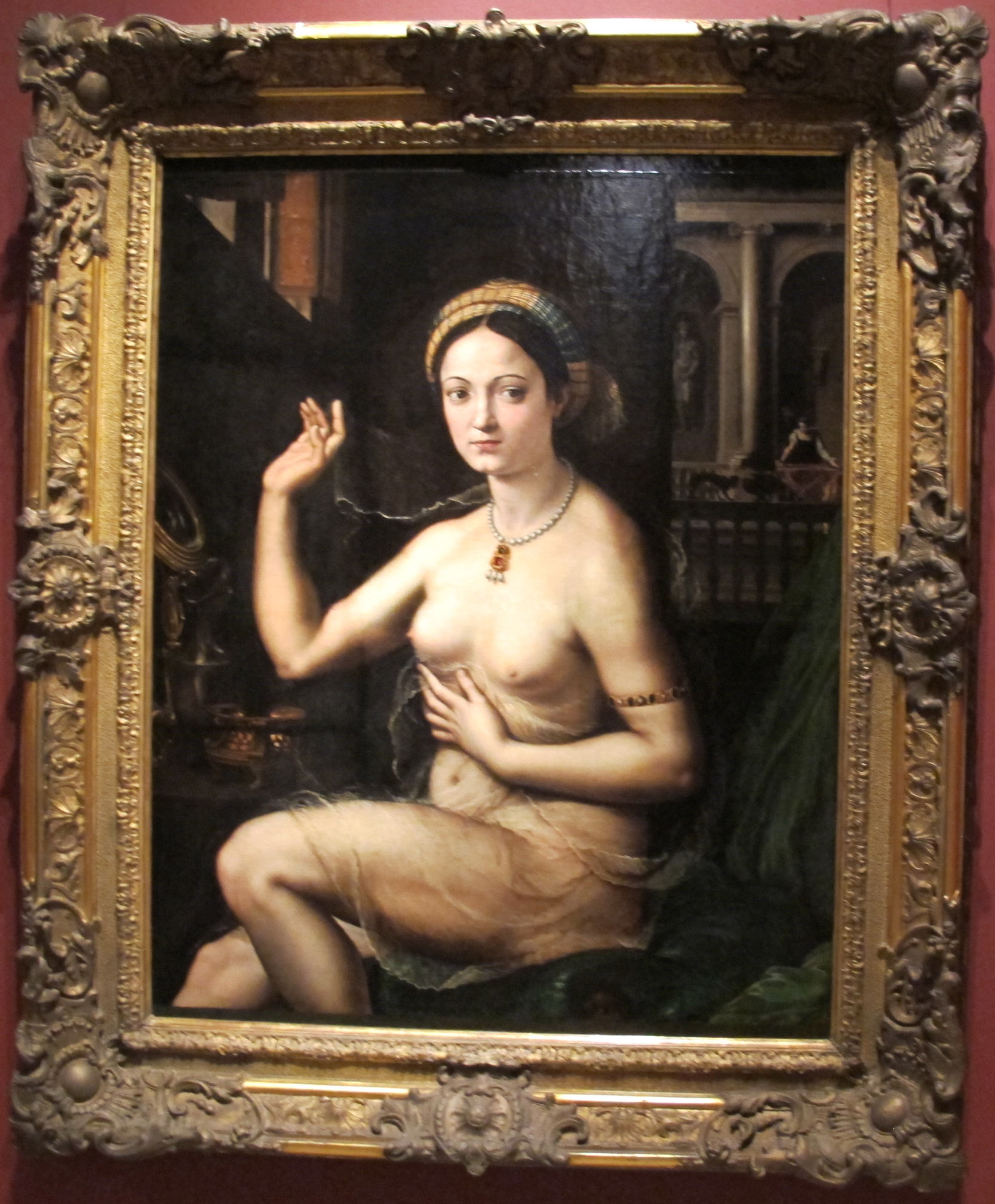
ジュリオ・ロマーノ《化粧をする婦人》1520年

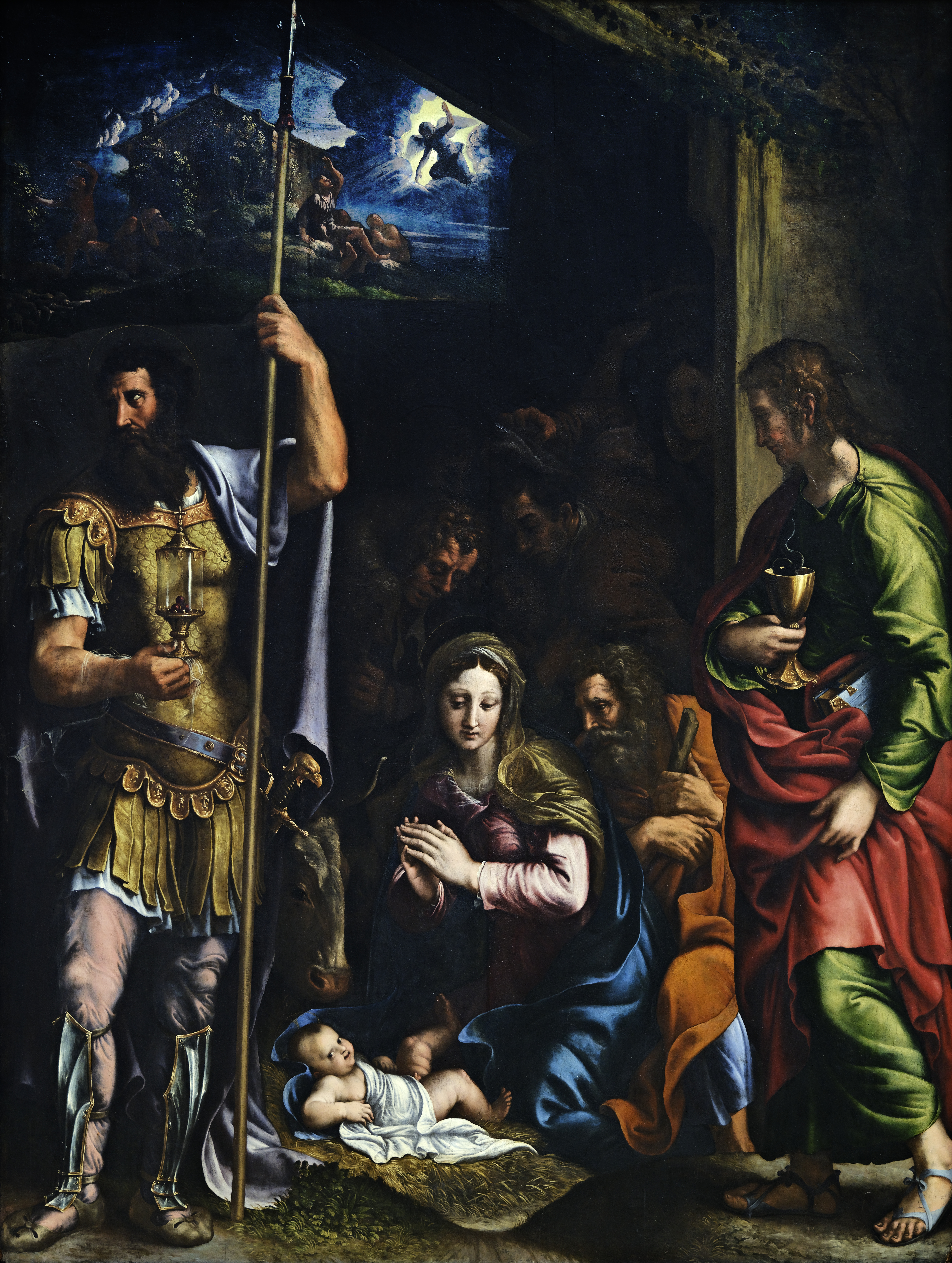
ジュリオ・ロマーノ《羊飼いたちの礼拝》

ローマのカンピドリオの近くで生まれ育ったジュリオ・ロマーノは、ユリウス2世の在位末期、ラファエロのもとで修行を始め、1513年にはラファエロの工房内において最も重要な人物となった。ジュリオ・ロマーノの名声は教会国家の範囲を超えて急速に広まった。1521年から翌年には、25歳前後にして、すでにマントヴァのパラッツォ・ドゥカーレ内のイザベラ・デステの「グロッタの居室」を計画するほどだった。1522年の末には若きマントヴァ侯爵フェデリーコ・ゴンザーガがマルミローロにある城を別荘に改修させようとしている。師であるラファエロの死後、ジュリオ・ロマーノは1524年10月、マントヴァのゴンザーガ家に招かれ、夏の離宮であるパラッツォ・デル・テの建築家に任命された。その後マントヴァにおいて、ゴンザーガ家の庇護の下、その特異な才能を開花させ活躍した。マントヴァのあらゆる建設に対する彼の権威は絶対的で、ここで仕事をした20年ほどのあいだジュリオ・ロマーノが公国の建設計画を支配していたとともに、他の主要建築家たちとくらべて非常に自由に自分の建築を実現できるような特権的な立場にあった。バチカンの後期のフレスコ画やキリストの変容、「樫の木の下の聖家族」といった後期の作品は一般的にラファエロではなく彼の手によるものとするのが定説である。ラファエロとともにバチカン宮殿の壁画を描き、ラファエロが急逝した後に壁画を完成させ、名声を上げた。彼はマントヴァに自邸を建て、晩年まで暮らした。

彼が以後の建築家たちに与えた大きな影響はミケーレ・サンミケーリやセバスティアーノ・セルリオ、ヤーコポ・サンソヴィーノだけでなく、ガレアッツォ・アレッシや若きアンドレーア・パッラーディオの建築や計画案にも見ることができる。

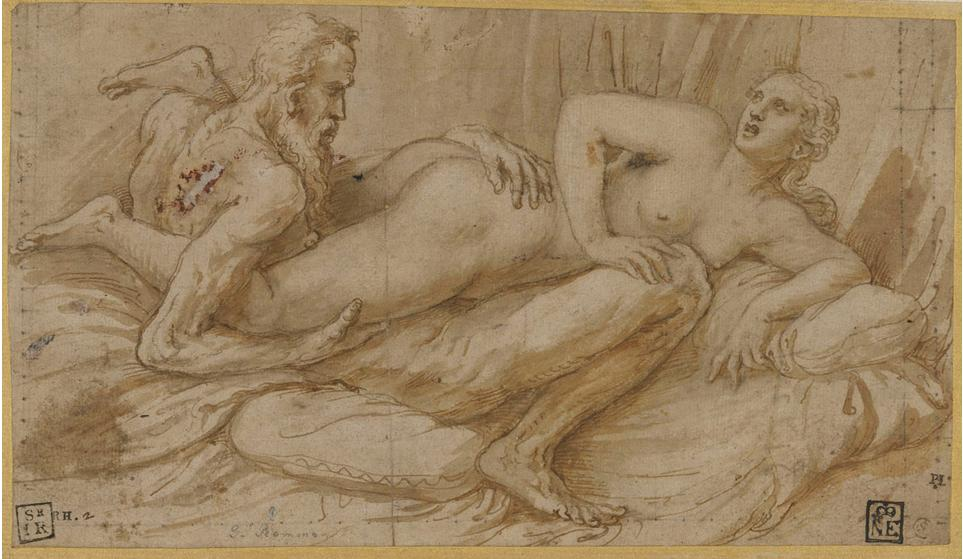
ジュリオ・ロマーノ《恋人たち》木炭とインク、ブダペスト美術館

## 作品
- パラッツォ・デル・テ（テ宮殿、1526-1535年、マントヴァ）

ジュリオ・ロマーノが設計・建築、装飾も手掛けた。ジュリオ・ロマーノ最高の建築的業績であると言われる。古典主義建築の規則に囚われない自由な造形を見せ、マニエリスム建築の代表作とされる。粗石積みに見えるが実は化粧漆喰（スタッコstucco）仕上げで、一部の窓はだまし絵、アーチの要石も大きすぎるなど、ルネッサンス建築の規範からの逸脱がみられる。また、「巨人族の没落」（巨人の間壁画）も有名で、マニエリスム美術の傑作と評価されている。
室内装飾が完成度の高い繊細さを備えているのに対し、「巨人族の没落」は全く異なる特質を持ち、仕上げは荒荒しい。
このいわゆる「巨人の間」は主に1532年3月から1534年7月にかけて描かれた。天井全体は円形のもろもろの神々が集まっている大神殿の描写で覆われ、空中から見られているように見える。巨人VS神々さながらの光景はロマーノがラファエロのもとで十分に習熟したイリュージョニズムや透視画法の工夫で、一層強められている。

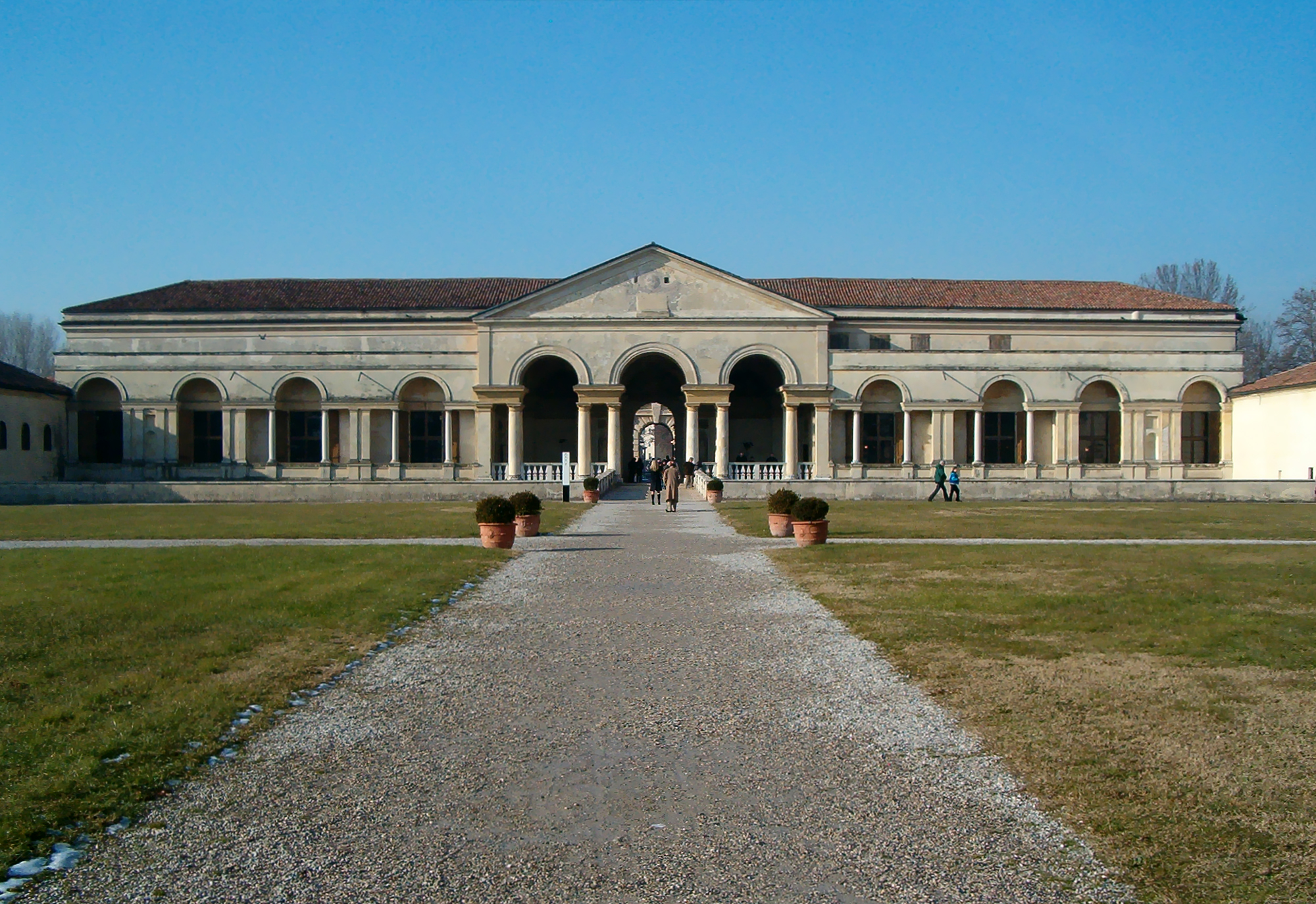
ファサード
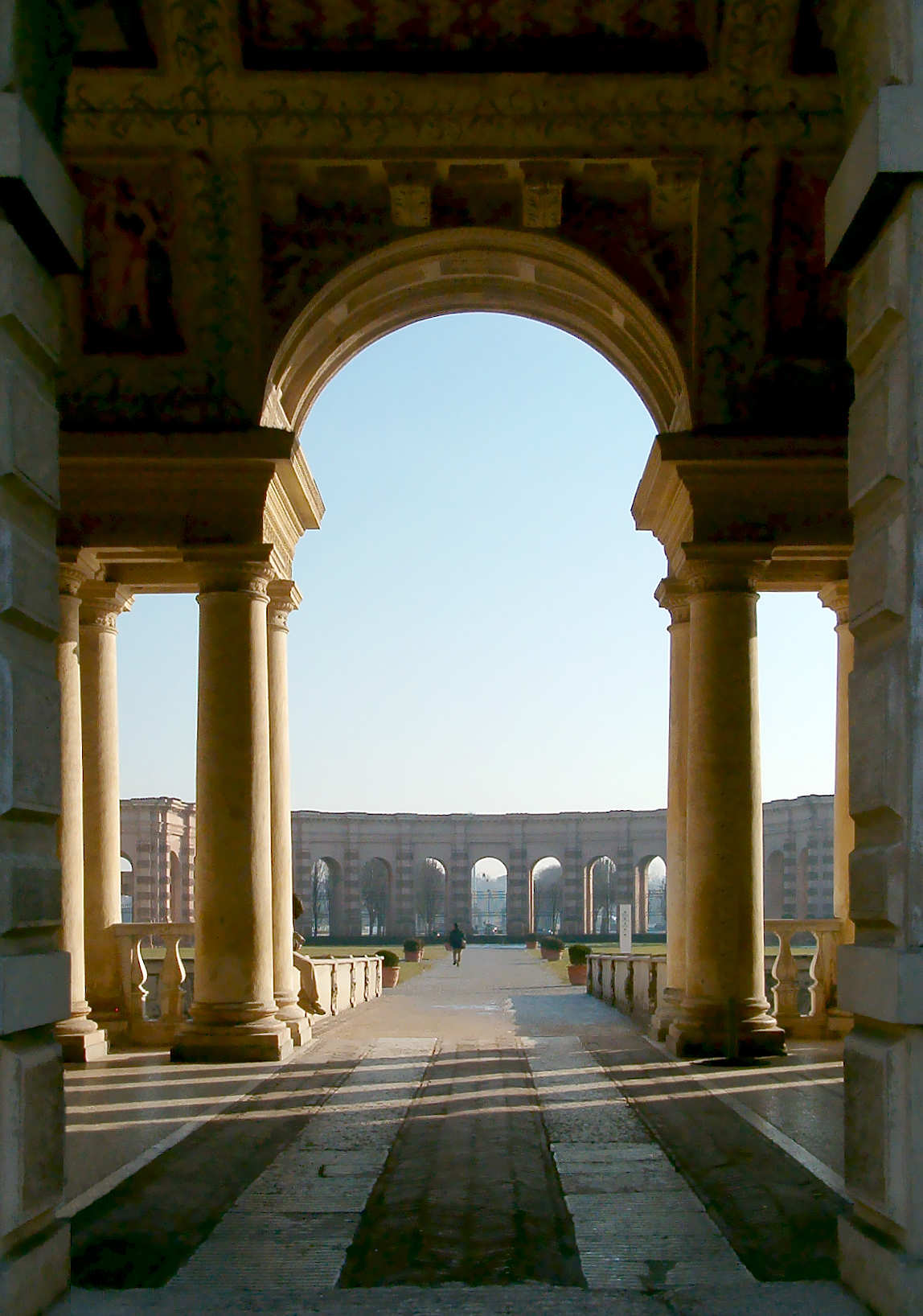
内庭
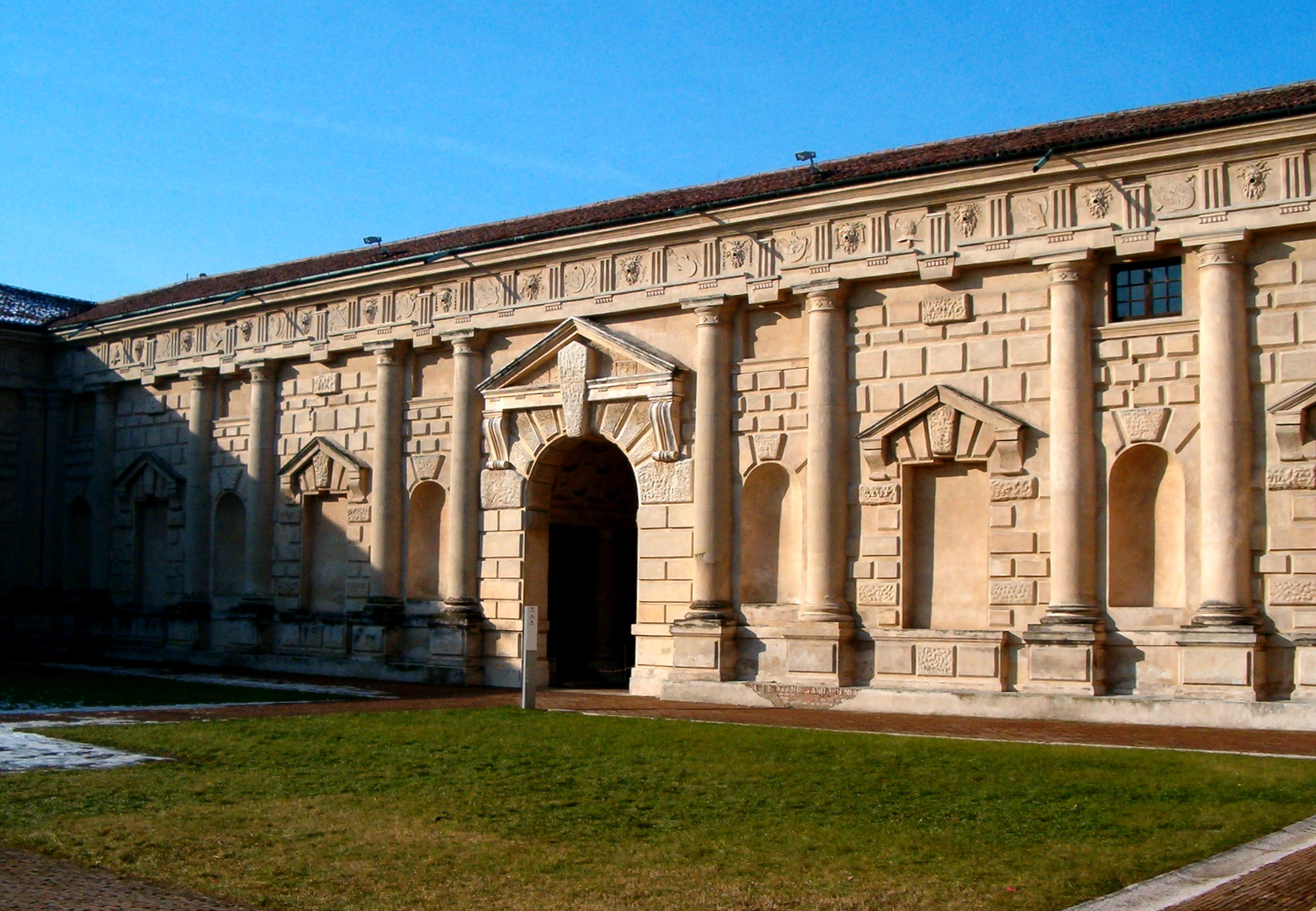
円柱、三角破風、エンタブラチュア
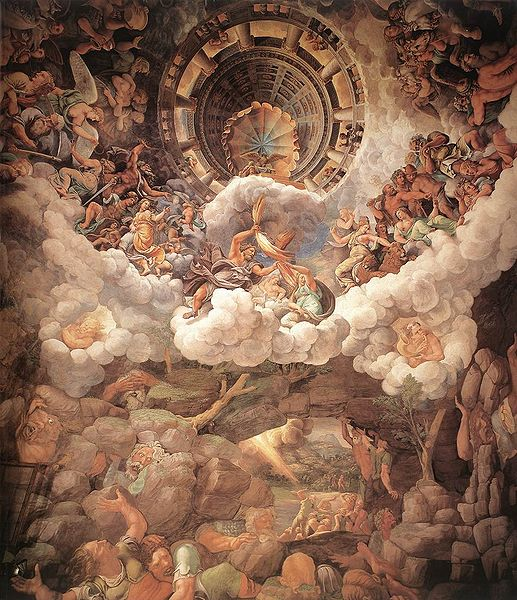
「巨人の間」壁画

- ロマーノ自邸（1544年-、マントヴァ）

ジュリオ・ロマーノの設計・建築。ロマーノは公のお気に入りの芸術家だったので、住宅の規模から相当に財産があったことがわかる。
様々な形の粗面石積みや表面で仕上げられた非対称ながらも小綺麗できわめて繊細なファサードの浮き彫りが特徴とされている。そのファサードはブラマンテの設計した「ラファエロの家」の最も見事なパロディである。
一種の不完全なペディメントを形作るように中央で高まり、続いてペディメントがその下にある平たいアーチの
要石を押し下げている方法やいくぶん小さすぎる浅いアーチの中に押し込められて、円柱には支持されていない見事なエンタブラチェアをいただいた奇妙な窓枠構造など作法にのっとらない方法を生み出し、その手法は
建築史家の間で評価が高い。
- ヴィッラ・トゥリーニ（ヴィッラ・ランテ）（1521年、ローマ）

ペーシャのバルダッサーレ・トゥリーニの別荘。教皇庁掌璽院長でペーシャ出身のバルダッサーレ・トゥリーニのため、ジャニコロの丘の頂上近くに郊外型別荘を設計した。
- パラッツォ・スターティ（パラッツォ・マッカラーニ）（1523年、ローマ）

クリストーフォロ・スターティからの依頼でサン・テウスタキオ広場に面する住居の建設に取りかかった。
- パラッツォ・ドゥカーレの馬術の中庭（1539年頃、マントヴァ）

ジュリオ・ロマーノの設計・建築。
- パラッツォ・ティエーネ（ヴィチェンツァ）

1542年の末、ティエーネ家の兄弟から設計を委託され、その工事監理を任された。
- マントヴァ大聖堂

1545年4月1日の火災で焼失したマントヴァ大聖堂の再建計画。エルコーレ・ゴンザーガから依頼された。ジュリオ・ロマーノ最後の建築作品である。
- サン・タンドレーア聖堂（1470-71年、マントヴァ）の補修
- パラッツォ・アルベリーニの設計
- パラッツォ・パンドルフィーニ（フィレンツェ）のアオリストの『替え玉』のための舞台装置の部分

ラファエロとジュリオ・ロマーノによる。
- サン・ベネデット・ポーにあるベネディクト会修道院付属教会の再建工事
- マルミローロのゴンザーガ家別荘
- チッタデッラ（城塞）地区の門

## 参照元
1. ↑  クリストフ・ルイトポルト・フロンメル著 稲川直樹訳 『イタリア・ルネサンスの建築』（鹿島出版会）（2011）
2. ↑  大槻武志著 建築と都市の美学 イタリア<5> 奇想-マニエリスム（後期ルネッサンス）（建築資料研究社）（2001）